# 阿賀野川橋梁 (羽越本線)
阿賀野川橋梁（あがのがわきょうりょう）は、新潟県新潟市秋葉区と阿賀野市の境界の阿賀野川に架かる東日本旅客鉄道（JR東日本）羽越本線の鉄道橋である。

## 概要
信越線（現・羽越本線）の新津駅 - 新発田駅間の建設工事に伴って1912年（大正元年）に完成した。新津駅 - 京ケ瀬駅間の阿賀野川に架かる全長1,229mの橋梁である。架橋当時では全国最長の長さを誇っていた（2007年（平成19年）8月現在では第10位）。
建設当初は、新津方がシュウェドラートラス（Schwedler truss）4連の橋梁であった。
1961年（昭和36年）8月29日に新津駅 - 京ヶ瀬駅間において、下り旅客列車が踏切で衝突したトレーラーとともに本橋梁に激突し、その衝撃でシュウェドラートラス4連の内、新津方1連が破損し落橋した。蒸気機関車C57 106と客車2両が脱線し、蒸気機関車は阿賀野川に転落し大破。蒸気機関車乗務員2人が死亡、乗務員・乗客12人が負傷する大事故であった。同年9月19日に本橋梁が仮復旧するまで、羽越本線が不通となっている。1962年（昭和37年）9月16日に、前年に事故で落橋した部分の仮設桁（上路鈑桁、19.15m 2連及び22.3m 1連）を新たにトラス1連に架け替え、本橋梁が本復旧した。
1963年（昭和38年）には、残ったシュウェドラートラス3連が撤去され、常磐線旧上り線の利根川橋梁からトラス3連が移設されて架け替えられた。
さらに1970年（昭和45年）10月5日～30日には、10連（232m）の単線上路式プレートガーダーを架け替えている。

## 構造
初代の橋梁は、単線下路式曲弦プラットトラス（シュウェドラートラス・ピン結合）4連 + 単線上路式プレートガーダー65連の形式であり、トラスはアメリカン・ブリッジ製である。
2代目の橋梁は、単線下路式曲弦プラットトラス（シュウェドラートラス・ピン結合）4連 + 単線上路式プレートガーダー65連の形式であるが、1951年（昭和26年）に新津方のプレートガーダー10連が架け替えられた。
3代目の橋梁は、単線下路式ワーレントラス1連 + 単線下路式曲弦プラットトラス（シュウェドラートラス・ピン結合）3連 + 単線上路式プレートガーダー65連の形式であり、ワーレントラス1連は東京鐵骨橋梁製作所（現東京鐵骨橋梁）製である。
4代目の橋梁は、単線下路式ワーレントラス1連 + 単線下路式曲弦プラットトラス3連 + 単線上路式プレートガーダー65連の形式であり、プラットトラス3連は1922年（大正11年）製造の東京石川島造船所（現IHI）製である。

## 周辺
- 国道460号（阿賀浦橋）
- 新潟県道17号新潟村松三川線（左岸側）
- 新潟県道586号水原亀田線（右岸側）
- 磐越自動車道
  - 新津インターチェンジ
- 阿賀野市京ヶ瀬工業団地
- 満願寺浄水場（満願寺）
- 阿賀野川総合運動場